# Nick Mallett
Pour les articles homonymes, voir Mallett.
Pas d'image ? Cliquez ici

a Compétitions nationales et continentales officielles uniquement.

b Matchs officiels uniquement.
Dernière mise à jour le 3 août 2012.
Nicholas Vivian Haward Mallett, dit Nick Mallett, né le 30 octobre 1956 à Haileybury en Angleterre, est un joueur puis entraîneur sud-africain de rugby à XV. Il connaît deux sélections avec l'équipe d'Afrique du Sud au poste de troisième ligne centre.

## Biographie
Bien que né en Angleterre, il passe son enfance en Rhodésie que ses parents ont rejoint quelques semaines après sa naissance. Il est ensuite diplômé de l'université du Cap. Durant cette période universitaire, il est sélectionné pour jouer avec la Western Province. En 1979, il part étudier à Oxford en Angleterre, gagnant également sa place dans les équipes de rugby et de cricket d'Oxford. Il revient en Afrique du Sud. Il joue à nouveau pour la Western Province avec qui il remporte quatre saisons de suite la Currie Cup. Durant cette période, il joue deux matchs avec les Sprinboks les 20 et 27 octobre 1984, respectivement à Pretoria et au Cap contre les South American Jaguars, une sélection de joueurs d'Amérique du Sud (victoires des Sud-Africains 32-15 puis 21-12). En 1985, il quitte à nouveau l'Afrique du Sud, jouant quelque temps en Italie à Rovigo puis jouant et entraînant en France, à Saint-Claude puis ACBB rugby, aux côtés d'Internationaux Français comme Michel Tachdjian ou Jean-Louis Cissé.
Après sept ans en France, il retourne en Afrique du Sud. Après avoir entraîné un club puis une province sud-africaine, il rentre dans le squad des Springboks, tout d'abord comme assistant en 1996 avant de prendre en charge la sélection sud-africaine. Sous sa direction, et malgré des débuts marqué par une défaite par deux à un dans la série contre les Lions en 1997, les Springboks réalisent une série record de dix-sept matchs victorieux consécutifs, série qui s'achève en décembre 1998 contre les Anglais à Twickenham. La même année, l'Afrique du Sud remporte le tri-nations. La coupe du monde 1999 commence par une polémique nationale au sujet de l'exclusion du capitaine Gary Teichmann du groupe. Malgré des scores record contre l'Italie puis l'Angleterre (44-21), l'Afrique du Sud est éliminée en demi-finale par les futurs vainqueurs, les Australiens. L'exclusion de Teichman, ses critiques publiques envers la SARFU, l'obligent à démissionner de son poste en 2000. En 2002, il signe au Stade français Paris. Il y remporte le titre de champion de France en 2003 avant de récidiver l'année suivante. À la surprise générale, il quitte le club pour des raisons familiales, retournant au Cap où il est nommé directeur des opérations rugby de la Western Province. Nick Mallett a été nommé mercredi 3 octobre 2007 à la tête de la sélection italienne en remplacement de Pierre Berbizier.

## Palmarès

### Entraîneur
- A dirigé 38 matchs des Springboks (ce qui constitue le record de l'époque, dépassé depuis par Jake White), dont 27 victoires (17 d'affilée : ce qui constitue le record actuel).
- Tri-nations 1998
- Champion de France 2003, 2004.
- Trophée Giuseppe-Garibaldi (1) : 2011
- Coupe du monde : 3ème en 1999

### Joueur
- Deux sélections avec les Springboks en 1984
- Currie Cup 1982, 1983, 1984, 1985

### Distinction personnelle
- Oscars du Midi olympique 2004 :  Oscar d'Or du meilleur entraîneur en France